# Castroville
|  | Per a altres significats, vegeu «Castroville (Califòrnia)». |

Castroville és una ciutat al Comtat de Medina a l'estat de Texas. Segons el cens del 2000 tenia 2.664 habitants.

## Demografia
Segons el cens del 2000, Castroville tenia 2.664 habitants, 941 habitatges, i 719 famílies. La densitat de població era de 403,4 habitants per km².
Dels 941 habitatges en un 37,4% hi vivien nens de menys de 18 anys, en un 61,5% hi vivien parelles casades, en un 10,4% dones solteres, i en un 23,5% no eren unitats familiars. En el 20,5% dels habitatges hi vivien persones soles el 8,7% de les quals corresponia a persones de 65 anys o més que vivien soles. El nombre mitjà de persones vivint en cada habitatge era de 2,74 i el nombre mitjà de persones que vivien en cada família era de 3,17.
Per edats la població es repartia de la següent manera: un 28% tenia menys de 18 anys, un 6,9% entre 18 i 24, un 27,7% entre 25 i 44, un 21,7% de 45 a 60 i un 15,6% 65 anys o més.
L'edat mediana era de 37 anys. Per cada 100 dones de 18 o més anys hi havia 88,3 homes.
La renda mediana per habitatge era de 42.308 $ i la renda mediana per família de 51.007 $. Els homes tenien una renda mediana de 35.625 $ mentre que les dones 27.228 $. La renda per capita de la població era de 20.615 $. Aproximadament el 5,4% de les famílies i el 9,1% de la població estaven per davall del llindar de pobresa.

## Poblacions properes
El següent diagrama mostra les poblacions més properes.